# دانشگاه بنگلور
دانشگاه بنگلور (انگلیسی: Bangalore University) دانشگاه دولتی هندی، مستقر در شهر بنگلور است، که در سال ۱۹۶۴ تأسیس شد.